# Adyar
Adyar o Adayar è un vasto sobborgo meridionale di Chennai (anticamente Madras) nello stato federato del Tamil Nadu, nel sud-est dell'India. È delimitato dal fiume Adyar a nord, dal canale Buckingham a ovest, dal quartiere Tiruvanmiyur a sud e da quello Besant Nagar a est.

## Storia
Il quartiere prende il nome dal fiume Adyar che scorre lungo i suoi confini settentrionali. Adyar e la vicina Guindy furono usati come terreni di caccia dai funzionari britannici del Forte San Giorgio dal 1680 in poi, sebbene Adyar sia menzionata per la prima volta come sobborgo di Madras solo in una mappa dell'anno 1740, quando gli inglesi acquisirono il villaggio e lo integrarono col Governatorato di Madras.
Adyar ha iniziato ad espandersi rapidamente all'inizio del XX secolo in seguito alla fondazione della sede indiana della Società Teosofica da parte di Madame Blavatsky e del colonnello Olcott nel 1883. Tra le iniziative sorte in seno alla Società, Adyar vide nel 1936 la nascita della Kalakshetra, un'organizzazione culturale volta alla promozione delle arti tradizionali, ad opera della danzatrice Rukmini Devi Arundale.
Il censimento del 1931 registra Adyar come un villaggio zamindari nel distretto di Chengalpattu.
Nel 1948 Adyar venne inclusa entro i confini dell'amministrazione di Chennai.

## Infrastrutture e trasporti
Adyar è attraversata dalla rete metropolitana di ferrovie sopraelevate Mass Rapid Transit di Chennai, che nel quartiere ha tre stazioni: Kasturbai Nagar, Indira Nagar e Thiruvanmiyur.

## Luoghi di interesse

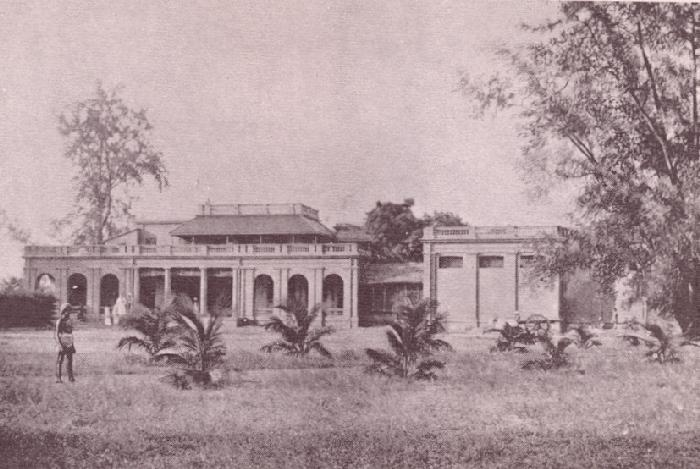
La Società Teosofica in una foto d'epoca (1890 circa)

- Ad Adyar ha la sua sede la Società Teosofica. Il campus, situato sulla riva sud del fiume Adyar, offre un ambiente tranquillo, adatto alla meditazione e allo studio della religione comparata.

Oltre alla sua gamma di attività nell'ambito dell'esoterismo e della spiritualità, l'istituto ha esercitato un'influenza mondiale sulla società, la politica, l'arte e la scienza nel corso della sua storia.

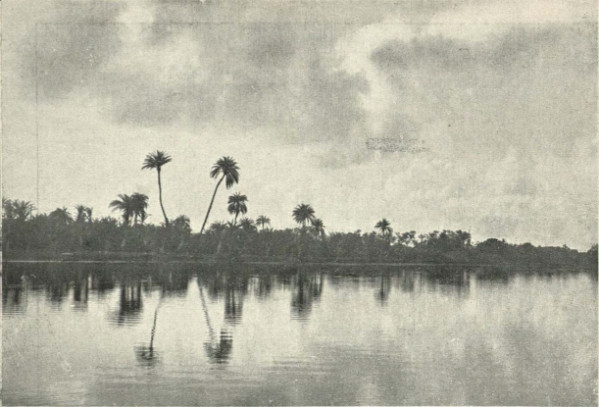
Il fiume Adyar nel 1905

- L'estuario di Adyar ospita oltre un centinaio di specie di uccelli,[3] ma ha parecchio sofferto l'avanzata dell'urbanizzazione.[4] Per ripristinare lo stato naturale del suo fragile ecosistema, è stato istituito nel gennaio 2011 l'Adyar Eco Park da parte del governo del Tamil Nadu.[5]
- La spiaggia di Elliot nel vicino sobborgo Besant Nagar è il punto più vicino al mare e un luogo di svago popolare.